# Lisičani
Lisičani (makedonska: Лисичани) är en ort i Nordmakedonien. Den ligger i kommunen Plasnica, i den västra delen av landet, 70 kilometer sydväst om huvudstaden Skopje. Lisičani ligger 597 meter över havet och antalet invånare är 1 188.